# Чемелы
Чемелы (бел. Чамялы) — деревня в Ивацевичском районе Брестской области Белоруссии. Входит в Вольковский сельсовет.
Телефонный код 8-01645 (международный формат: +375 1645).
Улицы — Центральная, Школьная. Находится недалеко от Чемеловского водохранилища.
В 1970-х годах в деревне гостил В. Высоцкий, когда были съёмки на «Беларусьфильм».
Название «Чамялы», скорее всего, восходит к белорусскому слову «чамлять» в значении «сорт сукна из верблюжьей или козьей шерсти». Жители данного населённого пункта, возможно, специализировались на изготовлении данного материала.